# Bojan Šrot
Bojan Šrot, slovenski politik, sodnik, odvetnik in alpinist, * 9. februar 1960, Celje.
Od 1998 do 2022 je v šestih mandatih opravljal funkcijo župana Mestne občine Celje.

## Zgodnja leta
Bojan Šrot se je rodil leta 1960 v Celju kot najmlajši od treh sinov. Po osnovni šoli se je šolal na I. gimnaziji v Celju ter nato na pravni fakulteti v Ljubljani, kjer je leta 1985 diplomiral.
V času študija se je aktivno ukvarjal z alpinizmom in imel status kategoriziranega športnika. Bil je član več alpinističnih odprav, od tega trikrat v Himalaji in Karakorumu.
Po diplomi na univerzi se je leta 1985 zaposlil na nekdanjem Temeljnem sodišču v Celju, kjer je leta 1989 opravil pravosodni izpit. Do leta 1991 je bil zaposlen kot sodnik na sodišču v Šmarju pri Jelšah, jeseni 1991 pa je odprl svojo odvetniško pisarno, kjer je delo advokata opravljal šest let. Leta 1997 se je kot državni sekretar zaposlil na Ministrstvu za pravosodje RS, bil namestnik ministra za pravosodje in pokrival področje pravosodne uprave.

## Politika
Na volitvah leta 1998 je bil kot kandidat Slovenske ljudske stranke izvoljen za župana Mestne občine Celje. Znova je bil izvoljen na lokalnih volitvah 2002, 2006, 2010, 2014 in 2018. Funkcijo je opravljal kot nepoklicni župan, saj je ob tem še vedno opravljal tudi odvetniško službo.
Leta 2003 je postal podpredsednik Slovenske ljudske stranke. 17. novembra 2007 je bil na kongresu izvoljen za predsednika Slovenske ljudske stranke. 24. marca 2009 je odstopil s položaja predsednika SLS. Kot član stranke je kasneje izstopil in na lokalni ravni ustanovil lastno Županovo listo.
Na lokalnih volitvah 2022 ga je v drugem krogu premagal Matija Kovač.

## Zasebno
Njegova brata sta poslovneža Boško in Srečko Šrot. Leta 2018 se je poročil s Katarino Karlovšek. Ima dva otroka sina Luko in hčer Hano. 